# Daimler G.III
Die Daimler G.III war eine zweimotorige Großflugzeug-Entwicklung der Daimler-Motoren-Gesellschaft aus dem Jahr 1917 mit zentraler Motorisierung im Rumpf und Fernwellenantrieb.

## Geschichte
Die Daimler G.III war das erste Daimler-Großflugzeug, bei dem Karl Schopper einen im Rumpf angeordneten Antrieb anstelle der bei der Daimler G.I und G.II in Motorgondeln untergebrachten Motore vorsah. Als zentraler Antrieb kamen zwei gekoppelte je 260 PS starke Daimler D.IVa im Rumpf zum Einsatz, die über zwei Fernwellen die Propeller an den Flügeln antrieben. Erstmals kam bei der Daimler G.III ein Bugfahrwerk zum Einsatz. Der Erstflug erfolgte durch Daimler-Testpilot Irrek am 18. Juli 1917. Auch die Daimler G.III erwies sich als hecklastig und schwer kontrollierbar. Nach mehreren Umbauten und Versuchsflügen wurde die Maschine im Oktober 1917 abgestellt.
Mit der Daimler G.III endet im Herbst 1917 der Daimler-Versuch zur Entwicklung eines brauchbaren Großflugzeugs. Bereits im März 1917 hatte die DMG im Werk Sindelfingen mit der Lizenzfertigung von Flugzeugen des Flugzeugbau Friedrichshafen begonnen. Nach Abbruch der Großflugzeug-Entwicklung übernahm Karl Schopper die Entwicklung des Jagdflugzeugs und V8-Erprobungsträgers Daimler L6.

## Technische Daten
| Kenngröße             | Daimler G.III                             |
| --------------------- | ----------------------------------------- |
| Besatzung             | 3                                         |
| Rumpflänge            |                                           |
| Rumpfhöhe             |                                           |
| Spannweite            |                                           |
| Flügelfläche          |                                           |
| Leermasse             |                                           |
| Startmasse            |                                           |
| Höchstgeschwindigkeit | 120 km/h                                  |
| Reichweite            |                                           |
| Triebwerke            | 2 × Daimler D.IVa, je 260 PS (ca. 190 kW) |